# Esteban de Ágreda
Esteban de Ágreda Ortega (Logroño, 26 de julio de 1759-Madrid, 13 de abril de 1842) fue un escultor español.

## Biografía

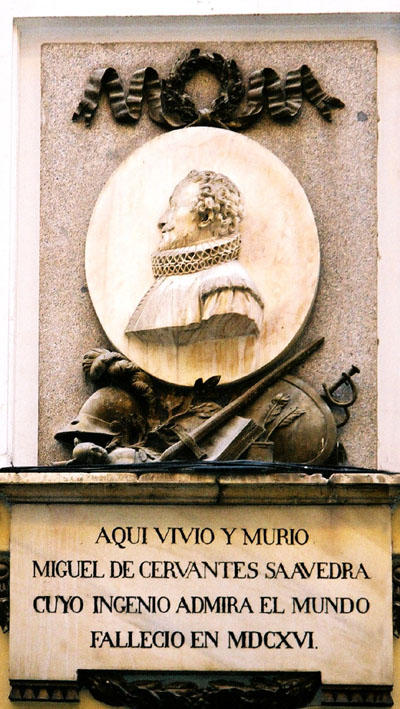
Placa conmemorativa de Cervantes, obra de Esteban de Ágreda

Natural de Logroño, su familia se trasladó a Haro cuando él era niño. Su padre era Manuel de Ágreda Ilarduy, arquitecto de gran reputación en la región, y su primer maestro. Sus enseñanzas las pulió en la Escuela de Dibujo de Vitoria y, más tarde, con dieciséis años, se mudó a Madrid para poder dedicarse al cultivo de las bellas artes. El escultor francés Roberto Michel lo admitió en su estudio. En 1778, como cada año, la Real Academia de San Fernando anunció un concurso de premios generales y Ágreda se presentó y se hizo, con tan solo diecinueve años, con el primer premio de los de tercera clase concedidos a la sección de escultura.
Regresó a Haro para reencontrarse con su familia, que estaba atravesando dificultades económicas, y llevó a cabo allí algunas obras junto a su padre, aunque de escasa importancia. Con intención de proseguir con su formación, regresó a la capital, donde accedió a la Real Laboratorio de Mosaicos y Piedras Duras del Buen Retiro. Allí elaboró varios camafeos, entre los que se cuenta los retratos de los reyes Carlos IV y María Luisa.
En 1790, volvió a presentarse al concurso organizado por la Real Academia de San Fernando y obtuvo el segundo premio de la primera clase. Siete años más tarde, esa corporación le concedió el título de individuo de mérito y, poco después, el cargo de director de la galería de escultura. En aquella época, además, modeló una Estatua ecuestre de Felipe V y emprendió una Parnaso español, que, sin embargo, no concluyó, puesto que los soldados franceses destruyeron a su paso los modelos y trabajos que había realizado.
Nombrado teniente director de los estudios de San Fernando en 1804, ascendió al cargo de director en 1821 y al de director general diez años más tarde. Destacó por su contribución a la «reputación de calidad y buen hacer», tal y como señala el Diccionario biográfico español. Asimismo, Carlos IV le había concedido el título honorífico de escultor de cámara. En 1821 se erigió el Obelisco del Dos de Mayo, diseñado y esculpido por Ágreda junto con Francisco Elías Vallejo e Isidro González Velázquez.
También se encargó de la colección de escultura de la Academia hacia 1824. Entre sus obras más destacadas se pueden citar un relieve en el túmulo funerario para la reina María Josefa Amalia de Sajonia en 1829, algunas de las esculturas que decoran las fuentes de los jardines de Aranjuez y los retratos de Miguel de Cervantes (colocada en la casa de Cervantes en Madrid), y de otros personajes ilustres contemporáneos, como Leandro Fernández de Moratín, Custodio Moreno (profesor de la Real Academia de Bellas Artes), y de los eruditos Manuel Risco y Antolín Moreno. Durante este periodo, Ágreda fue profesor de la Real Academia hasta su jubilación en 1835.
Ya en septiembre de 1838 se retiró de la Academia, alegando estar enfermo. Falleció en Madrid el 13 de abril de 1842, cuando contaba ochenta y cuatro años de edad.